# Ина (певачица)
Елена Александра Апостољану (рум. Elena Alexandra Apostoleanu; Мангалија, 16. октобар 1986), позната као Ина (рум. Inna), румунска је певачица. Дебитовала је 2008. године са албумом  чији су главни продуценти били Плеј енд Вин. Главни сингл са албума, , достигао је број 1 на топ-листама у Румунији, Португалији, Молдавији, Бугарској, Малти, Русији, Србији, Пољској, Шпанији, Сирији, Турској, Мађарској, Грчкој, Либану и Украјини. Други сингл,  достигао је 16. место на Kiss FM радију. Номинована је у категоријама за најбољу певачицу и најбољи сингл на Еска наградама у Пољској. Deja Vu, трећи сингл са албума који је Ина отпевала са Бобом Тејлором, постао је велики хит у многим европским земљама. Затим је издат и четврти сингл, Amazing, који је достигао број један у многим земљама, укључујући и Румунију. Видео-спот за ту песму снимљен је у Португалији.
Године 2009. Ина је достигла свој највећи успех у каријери пошто је њен сингл  достигао број један на америчкој топ-листи Billboard Hot Dance Airplay. 10 Minutes је изабран да буде пети сингл са албума. Видео-спот је сниман у Лондону и коштао је око 70.000 евра.

## Биографија

### 1986—2007: Почетак каријере
Елена Александра Апостољану је рођена 16. октобра 1986, у селу Нептун, у Румунији, у близини Мангалије на Црном мору. Њена мајка, бака и дека су били повремени певачи на локалним странкама или ноћним клубовима. Када је она била тинејџер, Ина је слушала велику листу музичких жанрова. Иако је њен омиљени стил електро хаус, она је такође слушала Бијонсе, Кристину Агилеру или баладе од Селин Дион или Витни Хјустон. Она подсећа да је било лако за њу да пева сваку песму коју је волела, достижући већину високих нота. Она је отишла у средњу школу у Мангалији. После завршетка средње школе је студирала политичке науке у Овидиус Универзитету у Констанци. Пре него што је напунила осамнаест, отишла је на аудицију за познату поп групу A.S.I.A, али је одбачена у корист солистЕ Алине Диане Црисан. Она се запослила као асистент продаје у продавници у Нептуну, за папуче.
Крајем 2007, продуцент Марсел Ботезан чуо је Ину како пева у маркету, и понудио јој уговор са Ротоном. На крају 2007, Ина је потписала уговор са румунским продуцентима Плеји & Вин и она је почела снимање своје прве нумере. У 2008, Ина узела уметничко име "Алессандра" и ушла у свет музике са две песме написане од стране Плеји & Вин-а за избор да представља Румунију у Евросонгу, али ниједна(" Goodbye " и " Sorry " )није изабрана. "Sorry" је уживо изведена на централној емисији "Тео !" у марту 2008, " Sorry " је постала хит неколико месеци у Румунији. После неуспешног покушаја, прoдуцерски трио и Алесандра изабрали су да се из поп баладе пребаце у стил хаус музике. На лето 2008, четворка је избацила неке нове нумере, укључујући демо за "Hot" и " Left Right ". Када су је интервјуисали о избору Ина као њено умјетничко име, она је открила да ју је њен покојни деда звао тако.

### 2008—2010:
Дана 12. новембра 2008, Ина је објавила њен деби сингл "Hot", који је произведен од стране Плеиј & Вин, румунским продуцерима денс музике (трио) и један од водећих произвођача музичке у Румунији. Сингл је постао велики хит на румунском Топ 100, на броју пет у децембру 2008. То је такође постао успех у балканским земљама, пре него што постигне успех широм Европе и Блиског истока. У новембру 2008, Ина се одлучила за прављење групе плесача за њену промо турнеју. Почетком 2009, сингл " Hot ", ушао је у шпанску и мађарску листу синглова и добио емитовање у многим земљама, укључујући Пољску, Украјину и Турску. Инин веб сајт водио је промоцију две недеље нудећи песме " Fever " и " On & On " за бесплатно скидање. " Hot " је објављена као сингл и достигао првих десет места у графиконима у Белгији и Холандији. Други сингл, под називом "Love", је објављен 12. марта 2009 и достигао врхунац на месту број четири у румунској Hot 100 листи у априлу 2009, надмашујући достигнућа Hot−а. Ина је добила прву номинацију у својој каријери у пољском Еска мјузик авардсу у 2009−ој. Номинована је за најбољу певачицу и најбољи сингл. Она такође пева "Hot" уживо. 15. априла 2009, Ина је потписала уговор са америчком издавачком кућом, Ултра Рекордс. 12. маја, Ина је номинована четири пута на МТВ Румунским музичким наградама, за Најбољи денс , Најбољи деби, Најбољи шоу и специјалну награду Бордербрејкер. Додела награда одржана је јуна 6, у Крајови. Ина је освојила све награде за које је номинована. Недуго после, Ина је постала позната и у Исланду.
Крајем маја 2009, на Антени 1, певачица је представила информације о њеном предстојећем албуму, под називом Hot, чији је назив добијен по њеном синглу.
У пролеће 2009, Ина је сарађивала са румунским диџејем и продуцентом Боб Таилором, и они су избацили своју песму Deja Vu на румунском маинстреам радију 2. јуна 2009. Њих двоје су одлучили да промовишу сингл под псеудонимима, Ина постаје Ани. После достизања румунски првих десет, они су потврдили да су извођачи из хита. Постао је хит и био је на румунском Топ 100, на бројУ седам у јулу 2009. То је био велики хит у Молдавији, Бугарској, Русији и Мађарској. На крају јуна, Ина је освојила Румунски Топ Хит награду, специјалну награду дату од стране жирија за њен хит Love. Касније тог лета, песма "Hot", достигла је прву позицију шпанске Сингл чартс. Песма је продала преко 40.000 примерака током тог лета.
Дана 6. августа 2009, Ина је објавила свој четврти сингл Amazing, песму коју је првобитно написана за Анку Бадиу, која се касније жалила да су је "украли". Достигла број један на румунском Топ 100 у октобру 2009. Она је ушла на топ листе неколико европских земаља, на броју један у Бугарској и на броју три у Русији.
На МТВ Јуроп Авардсу, 5. новембра 2009 у Берлину, у Немачкој, Ина је добила награду за "Најбољу румунску певачицу". Међутим, није ушла у ужи избор за "Најбољег европског извођача".
У новембру 2009 "Deja Vu" је дебитовао на Топ 100 у Холандији, на броју седамдесет два и достигла врхунац у броју девет у јануару 2010. У Белгији песма је достигла врхунац у првих десет синглова једне листе и у топ двадесет друге листе. У децембру, Ина премијерно избацује нови сингл, песму за Божић, под називом "I Need You For Christmas", који је ушао на румунску топ 100 листу песама и у Русији на нижој позицијом. На крају 2009, Ина је названа "Жена године". Освојила је ову награду над другим великим румунским именима, као што су Паула Селинг, Елена Георге, Клаудиа Павел, Андра, Анда Адам.
Почетком 2010, Ина је постигнула огроман успех са њеним синглом " Hot " који стигао на прво место на УС Биллбоард Хот Денс Аирплаи. Обе, Ина и певачица Ке$ха постале су прве уметнице на овој листи да мењају међусобно прво место - прва позиција са деби синглом Ине "Hot" наследивши Ке$хин " Tik Tok " и онда обрнуто. Као подршку избацивања њеног деби албума Hot у марту 2010, Ина је промовисала пети сингл под називом " 10 minutes" и објавила га на румунском радију 23. јануара 2010. Без спота, он није успео да достигне првих десет позиција румунске Топ 100 листе и сам врхунац је био на броју осамнаест. За њено међународно пуштање, видео је сниман у Лондону. Спот је режирао Паул Бојд, британски редитељ који је радио са Шанајом Твејн и Марајом Кери. Са спотом, песма поново улази у румунску Топ 100 листу, али промашио је првих четрдесет позиција. Такође је ушла на листу у Бугарској и Русији, али не и у првих десет.
Током 2010, Инин сингл " Hot " дебитовао је на УК листи синглова на броју осам, док је такође успео да стигне до првог места на УК Денс листи. На УК листи синглова од 28. марта 2010, " Hot " се попео за два места на свом врхунцу од броја шест. 1. априла 2010, сингл је такође дебитовао на ирској листи синглова на броју 48. Песма је такође ушла, на нижем положају, у канадску Топ 100 листу. Песма се нашла на броју осамдесет у Немачкој и достигла врхунац на броју шест у Француској. Сингл " Amazing " је био другопласирани на француској листи синглова. Песма је такође Инина прва песма у Немачкој на броју четрдесет, њен први сингл у десет најбољих на швајцарским листама и њен први покушај у Аустрији. У Великој Британији, песма је ушла у Званичну листу на броју 14. То је њена друга песма у првих десет у Европској Топ 100 листи, после " Hot "—а. Сингл " Deja Vu " достигао је врхунац у првих десет на француској сингл листи. У међувремену, њен деби албум ушао у првих десет у француске албуме, на броју девет. Албум је злато у тој земљи, са преко 50.000 продатих примерака. Делукс верзија албума је објављена у Француској и Шпанији (француско издање под називом " Very Hot " ). Промотивни сингл " Un Momento ", ван поновног пуштања, ушао је на листу у Шпанији.
На додели Romanian Music Awards, Ина је освојила награде за "најбољи женски извођач", "најбољи албум", "најбољи концерт", "најбољи веб сајт" и проглашена је "најбољом међународном уметницом", и пева њен румунски број један сингл " Amazing ". Она је такође представила нову песму под називом " Sun Is Up ". Нумера је послата на румунске радио станице у јуну 2010, премијерно на Kiss FM. Убрзо је постао хит у њеној домовини. 28. новембра 2010 " Sun Is Up " достигао број два на румунском Топ 100, постаје Инин пети у првих првих десет синглова и њен други највиши сингл њене каријере, иза самог " Аmazing ". Песма је такође достигла прво место у Бугарској и положај броја 3 у Русији. Спот за "Sun Is Up" је сниман 24. августа 2010 у Марбељи, Шпанија. То је режирао Алекс Хероном, који је претходно радио са Таио Крузом и Ке$хом. Тизер видеа пуштен је 27. септембра 2010. Он је показао Ину на кревету за фотографисање. Прави видео коначно је премијерно пуштен 30. септембра 2010 на Инином сајту.
По други пут за редом Ина је освојила регионално гласање на МТВ Јуропе Мјузик Авардсу 2010, прима награду за "најбољу румунску певачицу". Међутим, по први пут је постала једна од пет регионалних победника имајући шансе да освоји европску награду за "најбољи ект" у главној емисији 7. новембра 2010. Она се такмичила са Афроментал из Пољске, Дима Билан из Русије, Енрике Иглесиас из Шпаније и Марко Менгони из Италије, али је изгубила од италијанског представника. На крају године, Ина наступа, по први пут у више од две године, у румунском клубу. Певала је у Клубу Касхо у Брашову. У децембру, она је награђена за своју каријеру у успону током Zece Pentru Romania Awards награда у поседу Реалитатеа ТВ, уз Паулу Селинг, Ови, Едвард Маја и Вика Јигулина. За кратко време, Ина постаје једана од најомиљенијих певачица у Француској, са стотинама хиљада позивница и фанова. Она има преко 10.000.000 фанова на Фејсбуку, а добила је име "најпознатија румунска певачица свих времена".
Ина је освојила награду Eurodanceweb awards 2010, са својим синглом " Sun Is Up ". Песма је названа најбољом денс нумером Европе.

### 2011—2012:
Ина је објавила свој други студијски албум I Am The Club Rocker октобра 2011. Садржи сингл "Sun Is Up", "Club Rocker" и "Un Momento", заједно са раније објављеним промотивним песама "Senorita" и "Moon Girl ". Крајем јануара 2011, најављено је да Ина је била номинована по други пут на" Successful Women Awards ", заједно са Пауом Селинг, Луминита Ангхелом, и Аналиа Селисом. Она је такође именована ѕа трећи "Best Female Voice" од стране румунске јавности, тек након Пауле Селинг и Андре.
Почетком 2011, она је кренула на своју прву званичну турнеју, широм Француске, Шпаније, Немачке, Турске, Либана и Румуније. Концертна турнеја посетила је девет француских градова, два шпанска градова и, по први пут, у великом месту, Букурешту. Ина купила пентхаус у близини Париза од 250.000 долара. Она је такође обишла Велику Британију по први пут у јуну 2011. Од 4. јула до 14. јула., Ина се вратила у Француску, у циљу промовисања "Club Rocker". У 2011, Ина је промовисана у САД више него, претходних година преко Ултра Рекордса. Will.i.am од Black Eyed Peace пожелео је Ини срећу у америчком музичком бизнису. "Club Rocker" премијерно је пуштен 17. маја, током њене румунске свирку.
Најављено је да је Ина добила укупно четири номинације на РРА Награде 2011, један од најзначајнијих румунских музичких награда. Она је номинован за "Artist Of The Year" награду, заједно са Мадалином Маноле, Паулом Селинг и Овидиу Цернаутеану, а за "Dance Artist of the Year". Она је такође био номинован за "Аlbum Of The Year" (са Hot ) и "Best Pop/Dance Song" (са "Sun Is Up"). На крају, она је освојила "Dance Artist Of The Year". Она је такође била номинована за "Best Female Act" и "Best Romanian Song" ("Sun Is Up") на балканским Музичким Наградама, узимајући оба трофеја, након кратког перформанса одржаног током церемоније доделе награда у Софији, Бугарској. На румунским Музичким Наградама 2011 одржаним у Брашову, Ина је освојила три награде: "Best Female", "Best Websites" и ОК! Special Award. Објавила је свој други албум "I Am The Club Rocker" После мини-турнеје у Мексику.
Албумов први сингл, "Sun Is Up", успео је да достигне врхунац на број један у Бугарској и у Романдском региону у Швајцарској, а такође се појавио и у првих десет у Француској, Румунији, Русији и Великој Британији Денс Листи и то је сертификован са златом у Швајцарској и Италији. "Club Rocker" је био умерени хит у Европи. Он је постао Инина прва песма која је пропустила да се појави у првих десет у Француској, достигла је врхунац у броју тридесет два, а такође јој је прва песма да пропустити Топ двадесет у својој родној Румунији, потпуно промашивши топ четрдесет. Био је успешнији у Словачкој и Пољској, где је стигла до првих двадесет. У трећем издању албума "I Am The Club Rocker", Јуан Маганоба је сарађивао са Ином у песми "Un Momento", поставши Инин највећи хит у Словачкој, када је достигла врхунац на броју-четири на Аирплаи Листи. Једва је пропустила првих десет у Румунији, достигавши број дванаест. Након објављивања албума ван је "Endless", која је постала други најуспешнији сингл са албума у Румунији, јер кулминира на број пет на румунској Топ 100. У априлу 2012, Ина је објавила пети сингл "WOW" и пратећи музички видео, први који је режирао њен фотографа, Едвард Анинару. После дебитовао на румунској Топ 100, "WOW", је брзо достигла врхунац у броју десет у јуну 2012.
Када је реч о продаји, графикона и статистике, сам албум је много мање успешан од свог претходника "Hot" у континенталној Европи, достиже само број двадесет у Чешкој и у Белгији и четрдесет у Француској. Но била је успешнија у Пољској, где је оверен златом после три недеље. У Мексику албум је био прави хит. Дебитовао је на броју осам-на графикону и провео бројне недеље на броју четрдесет.
У децембру 2011 Ини је понуђено да игра у наредном француском филму, али је одбила ту понуду, јер је њена улога морала да игра голотињу.
У интервјуу Цаталин Марута, Ина је изјавила да ће она обићи САД у првој половини 2012, а да ће потом објавити трећи студијски албум. Турнеја "I Am The Club Rocker" почела у јануару 2012 у Београду, Србији. Дана 9. јануара 2012, Ина је објавила ремикс за песму "Ai se eu te pego!".
Такође је најављено на румунској телевизији (СРТВ)да би променили своја правила за Евровизију 2012, тако да је Ина румунски представник, али је одбила понуду због њене "I Am The Club Rocker" турнеје. Најављено је поново издање за "I Am The Club Rocker", требало је да крајем лета изађе датум, али су планови о пуштању отказани.

### 2012—2016:и
Први сингл певачице била је песма под називом "Cailente", а произведена је уз Play&Win. У првој половини 2012 је пуштен је текст видео на Инином YouTube налогу за неке нове песме под називом " OK "," Alright "," Тu Si Eu "," Crazy Sexy Wild "и" INNdiA ". Оне служе као промотивне песме за њен следећи студијски албум. Након ослобађања музичког спота за " Cailente ", песма је дебитовала на румунском Топ 100 на број деведесет и три, постаје дванаести улазак Ине на табели, откад је почела своју каријеру у 2008. Она је слаба на листи и сам врхунац достигла у броју осамдесет четири. Међутим, румунска песма " Tu şi Eu ", која је пуштена убрзо после " Caliente ", убрзо постаје радио успех у својој родној земљи, дебитовала је на румунској Топ 100 без музичког видеа и достиже број осамнаест. Након издавања свог добро примљеног спота за, " Tu şi Eu " достигла је врхунац на броју пет. Њена сарадња за песму, " INNdiA ", постао њен тринаести хит на румунској Топ 100, дебитовала је на броју деведесет и три 5. августа 2012. Песма је пала са листе следеће недеље, али је поново ушла у августу 26. 2012 на броју осамдесет и четири. Достигла је број десет на графикону и постаје њен девети у првих десет сингл у својој родној земљи. Крајем октобра, Ина објављује радио верзију њеног снимања 2007, " Oare " је послат на мејнстрим радија у Румунији, али није успео да уђе на румунској Топ 100 листи. Касније тог месеца, други текст видео пуштен је за песму под називом "J'Adore". Дана 11. новембра 2012. је најавила је да ће наступати ха новогодишњем фестивалу у Дубаију на дан 31. децембра 2012 - 1. јануар 2013. Ина је потврдила да ће њен нови албум да се зове Party Never Ends. Потврђене четири нове песме су: "World Of Love", "In Your Eyes", "Dame Tu Amore" и "More Than Friends", друга два карактерише сарадња са Мексичким бендом Реик и Порториканским репером Daddy Yankee. Сви синглови раније објављени ће бити укључени у албуму. 18. јануара 2013, Ина је објавила две верзије њеног сингла, "More Than Friends", на њеном каналу. Њена прва верзија представља извођача како певања и репује у одређеним деловима песме. То је био само аудио. Њена друга верзија је био стваран видео снимак њеног сингла. није био присутан у првом официјалном видеу уопште, а ни његови вокали. Дана 4. фебруара, Ина је објавила још један видео за "More Tan Friends", али овога пута са Daddy Yankee присутним.

## Дискографија

### Студијски албуми
- (2009)
- (2011)
- (2013)
- (2015)
- (2017)
- (2019)
- (2020)
- (2022)
- (2023)
- (2024)
- (2024)

### Спотови
| Спот                           | Година | Режисер                        |
| ------------------------------ | ------ | ------------------------------ |
| Hot (True Love Edit)           | 2008   | Флорин Ботеа                   |
| Hot (Dancing in the Dark Edit) | 2008   | Флорин Ботеа                   |
| Love                           | 2009   | Богдан Барбулеску              |
| Déjà Vu                        | 2009   | Том Боксер                     |
| Amazing                        | 2009   | Том Боксер                     |
| I Need You for Christmas       | 2009   | Том Боксер                     |
| 10 Minutes                     | 2010   | Паул Бојд                      |
| Sun Is Up                      | 2010   | Алекс Херон                    |
| Club Rocker                    | 2011   | Алекс Херон                    |
| Un Momento                     | 2011   | Алекс Херон                    |
| Endless                        | 2011   | Алекс Херон                    |
| Wow                            | 2012   | Алекс Херон                    |
| Caliente                       | 2012   | Хамид Бехири/Џон Перез         |
| Crazy Sexy Wild                | 2012   | Едвард Анинару                 |
| Tu şi eu                       | 2012   | Едвард Анинару                 |
| Inndia                         | 2012   | Едвард Анинару                 |
| More than Friends              | 2013   | Едвард Анинару                 |
| Dame Tu Amor                   | 2013   | Ина /Калед Мокта               |
| P.O.H.U.I                      | 2013   | Сергиу Барајин                 |
| Spre mare                      | 2013   | Богдан Дарагију/Калед Мокта    |
| Be My Lover                    | 2013   | —                              |
| In Your Eyes                   | 2013   | Барна Немети                   |
| Cola Song                      | 2014   | Џон Перез                      |
| Good Time                      | 2014   | Богдан Дарагију                |
| Good Time(Lyrics video)        | 2014   | Богдан Дарагију                |
| Fata din rândul trei           | 2014   | Богдан Дарагију                |
| Diggy Dowн                     | 2014   | Мајкл Мирцеа                   |
| Fie ce-o fi                    | 2014   | Богдан Дарагију                |
| Summer in December             | 2014   | Мајкл Мирцеа                   |
| Mai stai                       | 2015   | Богдан Дарагију                |
| We Wanna                       | 2015   | Калед Моктар/Давид Гал/Димитри |
| Bop Bop                        | 2015   | Димитри/Џон Перез/Давид Гал    |
| Yalla                          | 2015   | Барна Немети                   |
| Rendez Vous                    | 2016   | Мајкл Абт/Џон Перез            |
| Bad Boys                       | 2016   | Калед Моктар                   |
| Call the Police                | 2016   | Роман Бурлака                  |
| Heaven                         | 2016   | Џон Перез                      |
| Say It With Your Body          | 2016   | —                              |
| Gimme Gimme                    | 2017   | Едвард Анинару                 |
| Milk & Honey                   | 2017   | Ионит Трандафир                |
| Show Me the Way                | 2017   | Калед Моктар                   |
| Tu şi eu                       | 2017   | Роман Бурлака                  |
| Ruleta                         | 2017   | Барна Немети                   |
| Fade Away                      | 2017   | —                              |
| Nota de plată                  | 2017   | Ионит Трандафир                |
| Nirvana                        | 2017   | Богдан Паун                    |
| Me Gusta                       | 2018   | Барна Немети                   |
| Pentru că                      | 2018   | Богдан Паун                    |
| No Help                        | 2018   | Богдан Паун                    |
| Ra                             | 2018   | Богдан Паун                    |
| Sin Ti                         | 2019   | Богдан Паун                    |
| Tu Manera                      | 2019   | —                              |
| Te Vas                         | 2019   | —                              |
| Fuego                          | 2019   | —                              |
| Gitana                         | 2019   | —                              |
| Si, Mama                       | 2019   | —                              |
| Contigo                        | 2019   | —                              |
| Locura                         | 2019   | Богдан Паун                    |
| La Vida                        | 2019   | —                              |
| Bebe                           | 2019   | Богдан Паун                    |
| Not My Baby                    | 2020   | Богдан Паун                    |
| VKTM                           | 2020   | Богдан Паун                    |
| Discoteka                      | 2020   | Богдан Паун                    |
| Read My Lips                   | 2020   | Богдан Паун                    |
| Flashbacks                     | 2021   | Богдан Паун                    |
| Cool Me Down                   | 2021   | Maciej Zdrojewski              |
| Oh My God                      | 2021   | NGM Creative                   |
| Maza                           | 2021   | NGM Creative                   |
| Papa                           | 2021   | NGM Creative                   |
| De Dragul Tau                  | 2021   | NGM Creative                   |
| Up                             | 2021   |                                |
| Talk                           | 2022   | Богдан Паун                    |
| Yummy                          | 2023   | Богдан Паун                    |
| My Crystal Nails               | 2023   | Богдан Паун                    |
| Rock My Body                   | 2023   |                                |
| Bad Girls                      | 2023   |                                |
| Queen Of My Castle             | 2024   | Кристијан Мирон                |